# 226 (tal)
226 är det naturliga talet som följer 225 och som följs av 227.

## Inom vetenskapen
- 226 Weringia, en asteroid.

## Inom matematiken
- 226 är ett jämnt tal.
- 226 är ett semiprimtal
- 226 är ett centrerat pentagontal.